# Список умерших в 1882 году
В этой статье представлен список известных людей, умерших в 1882 году.
См. также: Категория:Умершие в 1882 году

## Январь
- 3 января — Уильям Эйнсворт (76), английский романист.
- 5 января — Андрей Заблоцкий-Десятовский (73), российский государственный деятель и экономист.
- 6 января — Ричард Дана (66), американский юрист, политический деятель и писатель.
- 7 января — Лев Кисловский (60), полковник Генерального штаба, участник Венгерской кампании 1849 года.
- 7 января — Игнатий Лукашевич (59), польский фармацевт, химик-технолог и предприниматель.
- 13 января — Эмиль Адан (51), бельгийский картограф.
- 13 января — Юрай Добрила (69), хорватский епископ, издатель и благотворитель.
- 13 января — Вильгельм Маузер (47), немецкий конструктор и организатор производства стрелкового оружия.
- 14 января — Тимоти О’Салливан (ок. 42), американский фотограф; туберкулёз.
- 14 января — Николай Рудановский (62), российский контр-адмирал, картограф, исследователь Сахалина.
- 14 января — Иоганн Фалькенштейн (80), саксонский политический деятель, барон.
- 14 января — Теодор Шванн (71), немецкий цитолог, гистолог и физиолог, автор клеточной теории.
- 17 января — Адольф Мюцельбург (51), немецкий писатель.
- 20 января — Варфоломей Зайцев (39), известный нигилист 60-х годов XIX века, литературный критик, публицист.
- 20 января — Джон Линнелл (79), английский художник-пейзажист.
- 20 января — Палладий (66), епископ Олонецкий и Петрозаводский.
- 23 января — Карл Кертбени (57), австрийский публицист и переводчик венгерского происхождения.
- 27 января — Томас Клифф Лесли (55), североирландский экономист, специалист в области истории экономики.
- 31 января — Джеймс Пейн (62), президент Либерии в 1868-70 и 1876-78 годах.

## Февраль
- 2 февраля — Фабио Кампана (63), итальянский композитор.
- 8 февраля — Анна Мекленбургская (16), дочь великого герцога Фридриха Франца II; болезнь лёгких.
- 8 февраля — Бертольд Ауэрбах (69), немецкий писатель.
- 8 февраля — Жозеф Декен (74), французский ботаник бельгийского происхождения.
- 10 февраля — Филофей (74), митрополит Киевский и Галицкий.
- 11 февраля — Алексей Людоговский, агроном, профессор Петровской земледельческой академии.
- 12 февраля — Александр Суворов (77), внук А. В. Суворова, генерал-инспектор пехоты, граф Рымникский, князь Италийский.
- 13 февраля — Огюст Барбье (76), французский поэт, драматург, принадлежавший к романтической школе.
- 13 февраля — Геся Гельфман (27), российская революционерка, агент Исполнительного комитета «Народной воли», одна из первомартовцев; гнойное воспаление брюшины.
- 16 февраля — Паулина Кракув (68), польская писательница, публицистка, педагог, редактор периодики для детей.
- 22 февраля — Иоанникий (Аверкиев), иеромонах, преподобный, местночтимый святой Украинской Православной Церкви.
- 25 февраля — Пётр Кошка (54), матрос Черноморского флота, герой Севастопольской обороны 1854—1855, участник Синопского сражения; горячка.

## Март
- 1 марта — Теодор Куллак (63), германский пианист, композитор, музыкальный педагог и издатель.
- 7 марта — Джон Мьюр (72), шотландский санскритолог и индолог.
- 7 марта — Филарет (58), епископ Рижский и Митавский; разрыв сердца.
- 9 марта — Джованни Ланца (72), итальянский политик и государственный деятель, премьер-министр Италии в 1869-73 годах.
- 16 марта — Мария Суровщикова-Петипа (46), знаменитая русская балерина.
- 18 марта — Василий Стрельников — генерал-майор русской армии, военный юрист, прокурор Киевского военно-окружного суда.
- 19 марта — Карл Якобсон (40), эстонский писатель, публицист и педагог.
- 23 марта — Алоис Шембера (75), чешский языковед, историк литературы и этнограф.
- 24 марта — Генри Лонгфелло (75), американский поэт.
- 26 марта — Томас Грин (45), английский философ, политический радикальный реформатор и член британского движения идеализма; заражение крови.
- 27 марта — Йорген Му (68), норвежский писатель и епископ.
- 29 марта — Гурий (Карпов), епископ Русской православной церкви, архиепископ Таврический и Симферопольский.
- 31 марта — Анри Леман (67), французский художник немецкого происхождения, представитель неоклассицизма.
- 31 марта — Николай Суханов (30), русский революционер-народоволец; расстрелян.

## Апрель
- 3 апреля — Джесси Джеймс (34), знаменитый американский преступник XIX века; убит.
- 3 апреля — Николай Желваков (32), русский революционер, народоволец; повешен.
- 3 апреля — Фридрих Кюкен (71), немецкий композитор.
- 3 апреля — Степан Халтурин (25), русский рабочий, революционер, осуществивший террористический акт в Зимнем дворце (1880), организатор «Северно-русского рабочего союза»; повешен.
- 5 апреля — Макс Лилиенталь (66), немецкий еврей, служивший советником правительства Российской империи в проекте включения светских предметов в программу ешив.
- 6 апреля — Ойген Кастнер (39), французско-немецкий физик и изобретатель.
- 6 апреля — Андрей Петровский (51), педагог, писатель, основатель первого провинциального естественно-научного общества в России и одного из первых провинциальных музеев.
- 8 апреля — Жюль Кишра (67), французский историк, «отец французской археологии».
- 9 апреля — Данте Россетти (53), английский поэт, переводчик, иллюстратор и живописец.
- 9 апреля — Сергей Строганов (87), русский государственный деятель, археолог, меценат, коллекционер, московский градоначальник, генерал от кавалерии, граф.
- 10 апреля — Эвелина Ганская (81), польская помещица, жена Оноре де Бальзака.
- 13 апреля — Бруно Бауэр (72), немецкий теолог, философ-гегельянец, историк.
- 19 апреля — Чарльз Дарвин (73), английский натуралист и путешественник, создатель теории эволюции.
- 22 апреля — Франц Ботгоршек (69), австрийский флейтист.
- 23 апреля — Уильям Рэндс (58), один из крупнейших британских детских писателей викторианской эпохи, поэт, историк, журналист и издатель.
- 24 апреля — Василе Конта (36), румынский философ армянского происхождения.
- 25 апреля — Йозеф Ашбах (80), немецкий историк и педагог.
- 25 апреля — Иоганн Цёлльнер (47), немецкий астроном.
- 26 апреля — Григорий Волконский (74), российский дипломат, действительный статский советник, гофмейстер.
- 27 апреля — Виктор Цытович (58), генерал-лейтенант, акмолинский губернатор.
- 27 апреля — Иосип Шлоссер-Клековский (74), хорватский ботаник и энтомолог чешского происхождения.
- 27 апреля — Ральф Эмерсон (74), американский эссеист, поэт, философ, общественный деятель, один из виднейших мыслителей и писателей США.
- 28 апреля — Пётр Свиньин (81), декабрист.
- 29 апреля — Джон Дарби (81), англо-ирландский священник, идейный вдохновитель движения плимутских братьев и один из основателей диспенсационалистского богословия.
- 30 апреля — Иван Бутаков (60), генерал-адъютант, контр-адмирал; аневризма.

## Май
- 1 мая — Александр Тарасевич (67), российский генерал-майор, участник Кавказской войны.
- 6 мая — Фредерик Кавендиш (45), британский министр по делам Ирландии, лорд; убит.
- 13 мая — Жюль Крево (34), французский путешественник; убит.
- 16 мая — Константин Кауфман (64), русский военный деятель, инженер-генерал, генерал-адъютант, почётный член Санкт-Петербургской академии наук.
- 18 мая — Семён Воронцов (58), генерал от инфантерии, участник Кавказской войны.
- 22 мая — Эдмунд Гефер (62), немецкий писатель.
- 23 мая — Эмануэль фон Пуркине (49), чешский ботаник и метеоролог.
- 26 мая — Фортунато Маджи (42), итальянский композитор, дирижёр и музыкальный педагог, дядя и первый учитель Джакомо Пуччини.

## Июнь
- 2 июня — Джузеппе Гарибальди (74), народный герой Италии, военный вождь Рисорджименто.
- 5 июня — Николай Бирилёв (52), российский контр-адмирал.
- 7 июня — Александра Смирнова (73) фрейлина двора, знакомая, друг и собеседник А. С. Пушкина, В. А. Жуковского, Н. В. Гоголя, М. Ю. Лермонтова.
- 8 июня — Джон Рассел (74), британский инженер-кораблестроитель, учёный и бизнесмен.
- 10 июня — Домингус Гонсалвис ди Магальяинс (70), бразильский поэт, драматург и философ.
- 10 июня — Василий Перов (48), русский живописец, один из членов-учредителей Товарищества передвижных художественных выставок; туберкулёз легких.
- 12 июня — Григорий Бутаков (61), генерал-адъютант, адмирал, основоположник тактики парового броненосного флота, исследователь Чёрного моря; инсульт.
- 15 июня — Эрнест Курто ди Сиссе (71), французский политик, военный и государственный деятель, премьер-министр в 1874-75 годах.
- 16 июня — Иван Ренгартен (63), генерал-майор, комендант Бобруйска.
- 17 июня — Владимир Соллогуб (68), русский писатель, граф.
- 18 июня — Александр Кнорринг (60), генерал-лейтенант, начальник 6-й пехотной дивизии.
- 20 июня — Франсуа Огюст Биар (82), французский художник.
- 21 июня — Макарий (65), митрополит Московский и Коломенский, знаменитый историк церкви, богослов, ординарный академик Академии наук; инсульт.
- 22 июня — Йоханнес Тейсман (74), нидерландский ботаник, директор Богорского ботанического сада.
- 23 июня — Гораций Уитон (79), американский политик из штата Нью-Йорк.
- 25 июня — Франсуа Жуффруа (76), французский скульптор.
- 26 июня — Юнас Бьюрзон (71), шведский ботаник.
- 27 июня — Лаготьер (71), французский публицист, адвокат, социалист.
- 28 июня — Жак Жермен де Сен-Пьер (66), французский ботаник, миколог и врач.
- 30 июня — Шарль Гито (40), американский адвокат, убийца президента США Джеймса Гарфилда; повешен.

## Июль
- 7 июля — Михаил Скобелев (38), выдающийся русский военачальник и стратег, генерал от инфантерии, генерал-адъютант; паралич сердца и лёгких.
- 12 июля — Нестор (56), епископ Алеутский и Аляскинский; утонул.
- 13 июля — Александр Гейрот (65), генерал-майор, один из крупнейших издателей России.
- 13 июля — Альфред Пиз (44), американский пианист и композитор.
- 13 июля — Джонни Ринго (32), американский бандит времён Дикого Запада; убит.
- 16 июля — Мэри Линкольн (63), супруга 16-го президента США Авраама Линкольна, первая леди США с 1861 по 1865 год.
- 19 июля — Фрэнсис Бальфур (30), английский зоолог и эмбриолог, член Лондонского королевского общества; погиб в горах.
- 19 июля — Иван Гагарин (67), католический священник, член ордена иезуитов, писатель, церковный деятель.
- 22 июля — Винценц Кацлер (58), австрийский художник-график.
- 27 июля — Лонгин (Грифцов), иеросхимонах, преподобный, местночтимый святой Украинской Православной Церкви.

## Август
- 1 августа — Генри Кендалл (43), австралийский поэт, прозванный «национальным поэтом Австралии».
- 6 августа — Модест Богданович (76), русский военный историк.
- 8 августа — Говернор Уоррен (52), американский инженер и генерал федеральной армии в годы гражданской войны.
- 10 августа — Христиан Бреслауер (80), польский художник-пейзажист, профессор живописи.
- 13 августа — Уильям Джевонс (46), английский экономист, статистик и философ-логик.
- 15 августа — Карл Мярка (57), польский патриот-публицист и деятель национального возрождения поляков в Силезии.
- 16 августа — Огюст-Александр Дюкро (65), французский дивизионный генерал, участник Крымской и франко-прусской войн.
- 17 августа — Вацлав Небеский (63), чешский поэт, писатель, философ, литературный критик и переводчик.
- 20 августа — Фёдор Литке (84), русский мореплаватель, географ, исследователь Арктики, адмирал, президент Академии Наук в 1864—82 годах, граф.
- 25 августа — Фридрих Крейцвальд (78), эстонский поэт, писатель, фольклорист, просветитель, врач и общественный деятель, зачинатель эстонской литературы.
- 26 августа — Орацио Антинори (70), итальянский зоолог и путешественник по Африке.
- 31 августа — Паоло Джакометти (66), итальянский писатель и драматург.

## Сентябрь
- 2 сентября — Викторин (61), епископ Подольский и Брацлавский.
- 7 сентября — Николай Аристов (47), русский историк и публицист.
- 8 сентября — Жозеф Лиувилль (73), французский математик.
- 11 сентября — Джордж Твейтс (70), английский ботаник, энтомолог, миколог, бриолог и альголог.
- 23 сентября — Фридрих Вёлер (82), немецкий химик.
- 29 сентября — Мария Пия Бурбон-Сицилийская (33), принцесса Королевства Обеих Сицилий, первая супруга герцога Пармского Роберта I; умерла при родах.

## Октябрь
- 6 октября — Алексей Жаринов (62), генерал-лейтенант, начальник артиллерии Туркестанского военного округа.
- 9 октября — Александр Баранцов (72), генерал от артиллерии, член Государственного совета, граф.
- 13 октября — Жозеф де Гобино (66), известный французский романист, социолог, автор расовой теории, впоследствии взятой на вооружение национал-социалистами.
- 14 октября — Казимир Давен (70), французский физиолог и биолог.
- 17 октября — Иоганн Эшман (56), швейцарский композитор и пианист.
- 22 октября — Ион Андрееску (32), румынский художник; туберкулёз.
- 22 октября — Наполеоне Каикс (37), итальянский филолог, профессор.
- 27 октября — Христиан фон Нагель (79), немецкий математик.
- 29 октября — Мартин Ноттебом (64), австрийский музыковед, композитор и музыкальный педагог.

## Ноябрь
- 3 ноября — Джованни Пьода (74), швейцарский политик, министр внутренних дел в 1857-63 годах.
- 8 ноября — Ричард Арнольд (54), американский генерал-майор.
- 11 ноября — Франц фон Кобелль (79), немецкий минералог, писатель, фотограф.
- 13 ноября — Игнац Тедеско (65), российский пианист.
- 19 ноября — Ранко Алимпич (56), сербский генерал, военный министр в 1863-74 годах.
- 20 ноября — Генри Дрейпер (45), американский астроном; плеврит.
- 20 ноября — Бела Келер (62), австро-венгерский дирижёр и композитор.
- 21 ноября — Клеман Карагюэль (66), французский писатель, сотрудник «Charivari» и «Journal des Débats».
- 21 ноября — Павел Плешанов (53), исторический и портретный живописец.
- 26 ноября — Отто фон Мантейфель (77), прусский государственный деятель.

## Декабрь
- 3 декабря — Бернгард II (81), герцог Саксен-Мейнингена в 1803—66 годах из эрнестинской линии Веттинов, генерал пехоты прусской армии.
- 3 декабря — Сергей Нечаев (35), русский нигилист и революционер XIX в., лидер «Народной Расправы».
- 3 декабря — Джеймс Чэллис (78), английский священник, астроном и физик.
- 5 декабря — Теодор фон Бишофф (75), немецкий анатом и физиолог.
- 6 декабря — Николай Добрышин (69), генерал-лейтенант, начальник артиллерии Одесского военного округа.
- 6 декабря — Леонидас Дросис (46), известный греческий скульптор.
- 6 декабря — Энтони Троллоп (67), английский писатель, один из наиболее успешных и талантливых романистов викторианской эпохи.
- 6 декабря — Альфред Эшер (63), швейцарский политик, промышленник и пионер в области железнодорожного транспорта.
- 16 декабря — Василий Продан (73), деятель русского движения на Буковине, поэт, православный священнослужитель.
- 17 декабря — Шарль Блан (69), французский художественный критик, историк, искусствовед и гравёр, член Французской академии.
- 18 декабря — Геворг IV (69), Патриарх и Католикос всех армян с 1866 года по 1882 год.
- 21 декабря — Франческо Хайес (91), итальянский живописец, один из ведущих художников романтизма середины XIX столетия.
- 22 декабря — Леопольд Арендс (65), немецкий филолог, изобретатель весьма распространенной в XIX веке системы стенографии.
- 24 декабря — Василий Золотов (78), русский педагог.
- 24 декабря — Иоганн Листинг (74), немецкий математик и физик; инфаркт миокарда.
- 24 декабря — Михаил Лихутин, русский генерал-майор, участник Крымской и Кавказской войн.
- 25 декабря — Бернгард Афингер (69), немецкий скульптор, член правления Берлинской академии художеств.
- 28 декабря — Александр Щулепников (86), адмирал, комендант Кронштадта.
- 30 декабря — Войцех Ястшембовский (83), польский учёный-естествоиспытатель, изобретатель.
- 31 декабря — Леон Гамбетта (44), французский политический деятель, премьер-министр и министр иностранных дел Франции в 1881-82 годах.

## Дата неизвестна или требует уточнения
- Василий Стрельников — генерал-майор русской армии, военный юрист, прокурор Киевского военно-окружного суда.